# Doridoidei
Doridoidei zijn een infraorde van weekdieren uit de klasse van de Gastropoda (slakken).

## Taxonomie
De volgende superfamilie is bij de infraorde ingedeeld:
- Doridoidea Rafinesque, 1815
- Onchidoridoidea Gray, 1827
- Phyllidioidea Rafinesque, 1814
- Polyceroidea Alder & Hancock, 1845